# Helpis
Helpis  (лат.) — род аранеоморфных пауков из подсемейства Amycinae в семействе пауков-скакунов (Salticidae). Представителей рода можно встретить на островах Папуа — Новой Гвинеи и острове Тасмания, а также в Австралии.

## Виды
- Helpis abnormis Zabka, 2002 — Квинсленд
- Helpis gracilis Gardzinska, 1996 — Новый Южный Уэльс
- Helpis kenilworthi Zabka, 2002 — Квинсленд, Новый Южный Уэльс
- Helpis longichelis Strand, 1915 — Папуа — Новая Гвинея
- Helpis minitabunda (L. Koch, 1880) — Папуа — Новая Гвинея, Восточная Австралия, Новая Зеландия
- Helpis occidentalis Simon, 1909 — Австралия
- Helpis risdonica Zabka, 2002 — Тасмания
- Helpis tasmanica Zabka, 2002 — Тасмания